# جام حذفی فوتبال ایتالیا ۹۷–۱۹۹۶
جام حذفی فوتبال ایتالیا ۹۷–۱۹۹۶ پنجاهمین فصل از رقابت‌های کوپا ایتالیا بود. در پایان این دوره باشگاه فوتبال ویچنزا ویرتوس با شکست باشگاه فوتبال ناپولی برای اولین بار قهرمان کوپا ایتالیا شد.